# Gerhard Follmann
Gerhard Follmann (Kassel, 14 januari 1930) is een Duits bioloog en hoogleraar die is gespecialiseerd in de lichenologie en vegetatiekundige. Zijn botanische standaardafkorting is Follmann, alhoewel in de vegetatiekunde ook Follm. gebruikt wordt.
Follmann werkte in de periode 1975–1982 als honorair hoogleraar op de Universiteit Kassel.

## Beschreven taxa
In de onderstaande lijst staan taxa waarvan Follmann (co)auteur is en die een artikel op de Nederlandstalige Wikipedia hebben.
- Protoroccella Follmann 2001
- Roccellinastrum Follmann 1968

## Beschreven syntaxa
In de onderstaande lijst staan syntaxa waarvan Follmann (co)auteur is en die een artikel op de Nederlandstalige Wikipedia hebben.
Klassen
- schorsmos-klasse – Hypogymnietea Follm. 1974
- smaragdsteeltjes-klasse – Psoretea decipientis Mattick ex Follm. 1974

Associaties
- associatie van gewoon kusttakmos – Ramalinetum siliquosae (Du Rietz) Follm. 1973